# Episodi di Digimon Fusion Battles
Digimon Fusion Battles è la sesta serie anime del media franchise giapponese Digimon, andata in onda dal 6 luglio 2010 al 25 marzo 2012. In Giappone questa serie è stata divisa in tre stagioni principali: Digimon Xros Wars, Digimon Xros Wars: i malvagi Death General e i sette regni e Digimon Xros Wars: I giovani Hunter che viaggiano attraverso il tempo. In Italia la serie è andata in onda nel corso del 2013 su Rai 2 nel contenitore Cartoon Flakes, dal 10 giugno all'8 agosto, data in cui è stata sospesa senza preavviso. Dal 3 ottobre dello stesso anno è tornata in onda ricominciando dal primo episodio e dal 28 ottobre all'11 novembre 2013 sono stati recuperati i 28 episodi inediti su Rai Gulp.

## Episodi
| Nº                                                                                 | Titolo italiano Giapponese 「Kanji」 - Rōmaji - Traduzione letterale | In onda           | In onda          |
| Nº                                                                                 | Titolo italiano Giapponese 「Kanji」 - Rōmaji - Traduzione letterale | Giapponese        | Italiano         |
| Digimon Xros Wars (30 episodi)                                                     | |                   |                  |
| 1                                                                                  | Il Digiworld 「タイキ、異世界へ行く！」 - Taiki, i sekai e iku! – "Taiki, va' in un altro mondo!" | 6 luglio 2010     | 10 giugno 2013   |
| 1                                                                                  | Il tredicenne Taiki Kudo, un giorno, fa uno strano sogno in cui si ritrova a combattere, al fianco di tre misteriose creature, contro una potente armata nemica. La mattina seguente, una volta incontrati la sua amica Akari Hinomoto ed il suo rivale-amico Zenjiro Tsurugi, sente una voce di qualcuno in difficoltà e, seguendola, finisce in un vicolo cieco. Taiki entra qui in possesso di un Digivice Xros Loader di colore rosso e finisce risucchiato, assieme agli altri due ragazzi, all'interno di un portale. In questo modo, Taiki fa la conoscenza di colui che voleva soccorrere, ovvero Shoutmon. Giunti proprio nel bel mezzo di uno scontro, i ragazzi devono vedersela immediatamente con MadLeomon, mostro a capo di un plotone appartenente all'Esercito Bagra, potente armata malvagia al servizio di un supremo padrone, chiamato Bagramon. Durante il combattimento, Taiki riesce ad effettuare la leggendaria DigiXros con il suo Digivice, facendo fondere Shoutmon con il suo amico Ballistamon, generando una nuova creatura più potente. A causa della sua inesperienza però, questa nuova forma ha breve durata, ma è comunque sufficiente per scacciare MadLeomon ed i suoi soldati. Una volta passato il pericolo, i ragazzi realizzano, finalmente, di essere giunti in un nuovo mondo, chiamato Digiworld, abitato da delle creature, chiamate Digimon. |                   |                  |
| 2                                                                                  | Una prova d'amicizia 「シャウ卜モン、吠える！」 - Shautomon, hoeru! – "Shoutmon, ruggisci!" | 13 luglio 2010    | 11 giugno 2013   |
| 2                                                                                  | Shoutmon porta i tre amici e gli altri Digimon al Villaggio dei Sorrisi, situato nella Zona Verde. Sul posto, scoprono che il villaggio è sotto l'attacco dell'esercito Bagra per cui Taiki si mobilita per aiutarne gli abitanti insieme a Shoutmon e Ballistamon. Nel frattempo Akari fa la conoscenza di altri due Digimon: Cutemon, dall'approccio amichevole, e Dorulumon, dal carattere più imponente e severo. Dopo la vittoria, Shoutmon vorrebbe che Taiki rimanesse a Digiworld in modo da aiutarlo a realizzare il suo sogno di diventare Re dei Digimon, ma il ragazzo interpreta questo suo gesto come un atto di egoismo e decide di anteporre il bene di Akari e Zenjiro riportandoli a casa. Inoltrandosi nella foresta, i tre amici vengono attaccati nuovamente da MadLeomon e da Orochimon, ma vengono salvati da Shoutmon. Nel bel mezzo dello scontro, MadLeomon assorbe Orochimon diventando più potente e Taiki scopre che Shoutmon vorrebbe diventare il Re per proteggere i suoi amici e non solo per un desiderio personale. Quindi effettua nuovamente la DigiXros tra Shoutmon e Ballistamon dando vita a Shoutmon X2 e riuscendo a sconfiggere ancora l'armata nemica. |                   |                  |
| 3                                                                                  | Il temibile avversario Kiriha 「強敵キリハ、現る！」 - Kyōteki Kiriha, arawaru! – "Rivale Kiriha, mostrati!" | 20 luglio 2010    | 12 giugno 2013   |
| 3                                                                                  | Drimogemon, membro dell'esercito Bagra, rilascia energia sotto il suolo del villaggio facendo crescere ininterrottamente delle enormi piante di bambù, una delle quali porta fino alla sua cima Zenjiro, spuntando da sotto i suoi piedi. Gli abitanti del villaggio credono che questo avvenimento sia legato al giorno del MokoMoko, ovvero il giorno in cui succederà l'apocalisse nella Zona verde. Taiki intanto affronta Kiriha Aonuma, generale dell'armata Blue Flare in possesso del Digivice Xros Loader blu, ma durante lo scontro, la zona è di nuovo sotto l'assedio di MadLeomon, accompagnato da una mandria di Apemon. Kiriha vorrebbe che Taiki diventasse membro della sua squadra, ma lui rifiuta. Nonostante ciò, Kiriha gli rivela che la crescita delle piante è dovuta all'enorme energia rilasciata da un Digimon malvagio sotto di loro. Taiki effettua perciò la DigiXros tra Starmon e una serie di Pickmon creando una spada e permettendo a Zenjiro di lanciarla verso Drimogemon per cessare la crescita delle piante. Intanto MadLeomon assorbe stavolta tutti gli Apemon e diventa più potente, ma in aiuto di Shoutmon X2 arriva Cutemon, e in seguito Dorulumon. Taiki ricorda di aver visto Dorulumon combattere al suo fianco in sogno e lo vorrebbe nel suo team. Effettua così una nuova DigiXros tra Shoutmon, Ballistamon e Dorulumon dando vita ad un Digimon ancora più potente, Shoutmon X3. MadLeomon, essendo in difficoltà, decide di autodistruggersi ma di annientare con sé anche gli umani. Shoutmon X3 però glielo impedisce, eliminandolo definitivamente. Dopo la battaglia che vede la salvezza assoluta della Zona Verde, Dorulumon e Cutemon abbandonano il villaggio. Taiki e gli altri trovano intanto il nome della loro squadra, Fusion Heart e in seguito anche un prezioso oggetto luminoso. I ragazzi scoprono da Nenè Amano, altro generale, che si tratta di uno dei frammenti della Corona del Codice. |                   |                  |
| 4                                                                                  | Pericolo sull'isola 「アイランドゾーン、激動！」 - Airando Zōn, gekidō! – "Island Zone, una sommossa!" | 27 luglio 2010    | 13 giugno 2013   |
| 4                                                                                  | Nenè rivela a Taiki che un tempo quando Digiworld venne suddiviso, anche la Corona del Codice, simbolo di colui che governa le varie zone, venne suddivisa insieme ad esso. Colui che riuscirà a riunire tutti i frammenti della Corona potrà cambiare il mondo digitale a suo piacimento e diventarne il Re. In seguito alle parole di Nenè, il team Fusion Heart si sposta in un'altra zona, la Zona Isola, circondata da un vasto oceano. Arrivati in quel nuovo territorio, i ragazzi salvano Archelomon dalla presa di un gruppo di Gizamon, i quali, essendo membri dell'esercito Bagra, volevano sapere dove si trovasse il frammento della Corona di quella zona. Archelomon dice a Taiki e gli altri che il frammento può essere raggiunto solo nel periodo del Festival estivo, in cui gli abitanti dell'isola offrono al tempio montagne di prelibatezze chiamate DigiNowa ed eseguono delle danze per chiedere fortuna durante il resto dell'anno. Nel frattempo, l'esercito Bagra, stavolta capitanato da Nepmon si avvicina all'isola con un'enorme flotta marina. Grazie ad un astuto piano escogitato da Taiki, riescono a penetrare in una delle navi e ad affondare tutte le altre. In seguito vengono attaccati da Octomon, il quale mette in difficoltà Shoutmon X2. Grazie all'intervento di ChibiTortomon, il quale si fonde con Shoutmon X2, quest'ultimo acquisisce la capacità di respirare sott'acqua e annienta finalmente Octomon. Tornati in superficie, scoprono però che Archelomon è stato catturato da Nepmon. |                   |                  |
| 5                                                                                  | Lo splendore delle DigiMemorie 「デジメモリ、輝く！」 - Dejimemori, kagayaku! – "DigiMemory, risplendi!" | 3 agosto 2010     | 14 giugno 2013   |
| 5                                                                                  | Archelomon, tenuto in ostaggio da Nepmon, cerca di tergiversare per far guadagnare del tempo ai suoi amici. Taiki e gli altri intanto scoprono che l'isola su cui si trovano è in realtà un Digimon di nome Whamon e che il frammento della Corona è nascosto all'interno di esso. Un esercito di Flymon dell'esercito Bagra invece, offre al Digimon dei DigiNowa per fargli aprire la bocca e riuscire ad entrare, ma tra le offerte vi sono anche degli esplosivi. Shoutmon cerca di impedire che questi vengano inghiottiti da Whamon e Taiki corre in suo aiuto gettandosi in acqua. Vengono però inghiottiti dal Digimon insieme ai Flymon e decidono di darsi da fare per trovare il frammento, anche con l'aiuto dei Pickmon. Una volta trovato il prezioso tesoro, vengono intercettati dai Flymon, ma grazie all'aiuto dello stesso Whamon gli avversari vengono espulsi dal suo corpo e Shoutmon viene guarito da una ferita ricevuta in battaglia. Ottenuto il frammento della Corona, Taiki e Shoutmon escono dal corpo di Whamon, ma devono fronteggiare Ebidramon, dell'esercito Bagra, per cui il ragazzo manda Shoutmon X2 in battaglia, mettendolo però in difficoltà di fronte ad un nemico così potente. Whamon rivela quindi loro che nel suo sottosuolo è presente un tempio con all'interno un altro tesoro, ovvero le DigiMemorie contenenti i dati dei Digimon Leggendari. Recuperati anche quelli grazie a ChibiTortomon, Taiki libera Leviamon, un temibile Digimon grazie al quale Shotmon X2 riesce ad annientare Ebidramon. La battaglia è nuovamente persa per l'esercito Bagra, ma Nepmon non si arrende e manda all'attacco un esercito di Seadramon. |                   |                  |
| 6                                                                                  | La forza di Taiki 「X4, 危機突破！」 - Kurosu Fō, kiki toppa! – "X4, lo sfondamento della crisi!" | 10 agosto 2010    | 17 giugno 2013   |
| 6                                                                                  | Nepmon, mentre la mandria di Seadramon circonda l'isola, propone uno scambio ai membri della Fusion Heart: dovranno consegnare le DigiMemorie e il frammento della Corona o farà del male ad Archelomon. Arriva però Kiriha che propone un altro accordo a Taiki: se lui lo aiuterà a sbarazzarsi dei Seadramon dovrà dargli in cambio le DigiMemorie. Taiki rifiuta la proposta e chiama in suo aiuto un altro Digimon Leggendario, MarineAngemon, che riesce a distrarre i Digimon malvagi grazie alla forza dell'amore. Taiki, insieme a Shoutmon X2 e a Zenjiro, riesce così a liberare Archelomon, ma Nepmon ordina ai Seadramon di congelare completamente l'oceano per far sì che rimangano intrappolati all'interno. Grazie all'intervento di Dorulumon, Taiki ne effettua la DigiXros insieme a Shoutmon e Ballistamon, dando vita a Shoutmon X3, per poi fondere quest'ultimo nuovamente con Starmon e i Pickmon, creando Shoutmon X4. Questi, grazie ad un ingegnoso piano di Taiki, riesce ad annientare Nepmon, il quale decide però di spazzare via insieme a lui anche tutti gli altri. Tuttavia vengono salvati da Whamon e infine ChibiTortomon decide di unirsi alla squadra. |                   |                  |
| 7                                                                                  | L'esercito Bagra 「火山デジモン、大爆発！」 - Kazan Dejimon, saibakuhatsu! – "Digimon vulcanico, una grande eruzione!" | 17 agosto 2010    | 18 giugno 2013   |
| 7                                                                                  | I ragazzi giungono nella Zona Magma dove subiscono l'attacco di SkullMeramon, BlueMeramon e un'armata di Meramon. Grazie all'intervento di Dorulumon e di Cutemon, quest'ultimo in cerca dei suoi familiari, i nemici si ritirano, ma Dorulumon rivela di non essere affatto intenzionato ad unirsi a loro, nonostante le suppliche di Taiki. L'armata dei Fusion Heart scopre svariate specie di Digimon ridotti in schiavitù dall'Esercito Bagra e costretti a scavare nel suolo per trovare il frammento della Corona. Tuttavia riescono a penetrare nelle prigioni, dove vengono nuovamente attaccati da SkullMeramon. Ancora una volta entra in scena Dorulumon che stavolta però ammette di essere lì solamente perché ha scoperto che vi sono imprigionati i genitori di Cutemon ed è deciso a salvarli. Grazie ad una DigiXros tra Dorulumon, Shoutmon e Ballistamon, SkullMeramon viene scacciato, ma si fa avanti un nuovo pericoloso nemico, Volcanomon. |                   |                  |
| 8                                                                                  | Battaglia per la salvezza 「猛将タクティモン、迫る！」 - Mōshō Takutimon, semaru! – "Fiero Generale Tactimon, in avvicinamento!" | 24 agosto 2010    | 19 giugno 2013   |
| 8                                                                                  | Volcanomon attacca i ragazzi, ma Taiki non vuole combattere, poiché se lo facesse la caverna in cui si trovano crollerebbe, per cui decide di arrendersi e consegnare il suo Digivice Xros Loader. In realtà si tratta di un tranello in quanto Taiki consegna a Volcanomon un falso. Tuttavia vengono trasportati in una delle prigioni, dove scoprono che i familiari di Cutemon sono stati trasferiti in un'altra cella. Insieme agli altri prigionieri, cominciano a scavare nella parete per uscire fuori. Nel frattempo Volcanomon scopre il raggiro di Taiki e manda SkullMeramon ad attaccarli. Il perfido Digimon e il suo esercito vengono però sconfitti da Shoutmon X2 e subito dopo si fa avanti Volcanomon. Questi viene sconfitto invece grazie all'intervento di Shoutmon X4, il quale lo mette fuori combattimento chiudendo con un masso il cratere sul suo dorso. In seguito alla vittoria, arriva però sul posto Tactimon, uno dei tre ufficiali a capo dell'Esercito Bagra che rivela ai ragazzi una scottante verità, ovvero che Dorulumon tempo addietro era il suo braccio destro e che grazie al suo aiuto è riuscito a conquistare innumerevoli zone. |                   |                  |
| 9                                                                                  | Dorulumon corre come il vento 「ドルルモン、風に駆ける！」 - Dorurumon, kaze ni kakeru! – "Dorurumon, corri come il vento!" | 31 agosto 2010    | 20 giugno 2013   |
| 9                                                                                  | Tactimon prosegue il suo discorso mettendo Dorulumon in cattiva luce di fronte ai suoi amici. Tuttavia però, il perfido generale ammette di essere stato gravemente tradito e umiliato da lui tempo addietro e consiglia a Taiki di non fidarsene, altrimenti lo tradirà. Taiki però non ha intenzione di lasciare Dorulumon da solo nonostante il suo passato, ma Tactimon, con un'astuta mossa, riesce a catturarli entrambi e a prendere il Digivice Xros Loader, lasciando infine via di fuga a Shoutmon, Akari e tutti gli altri. Taiki e Dorulumon vengono imprigionati in una gabbia e Tactimon ordina a Volcanomon e ai Meramon di annientarli. Fortunatamente interviene Kiriha, avvertito dell'accaduto da Nenè, insieme al suo Digimon, MailBirdramon. Kiriha ingaggia subito un duello con Tactimon e, approfittando del momento di distrazione, BlueMeramon decide di liberare Taiki e Dorulumon, per saldare un vecchio debito con quest'ultimo. BlueMeramon porta quindi in una grotta Taiki e tutti gli altri alla ricerca del Digivice Xros Loader e all'interno spiega come in passato Dorulumon gli aveva salvato la vita decidendo di andare anche contro gli ordini di Tactimon. Taiki trova il suo Digivice, ma subito interviene SkullMeramon, il quale attacca Dorulumon. BlueMeramon però si interpone fra i due e riceve quindi l'attacco, morendo, ma venendo immediatamente vendicato da Shoutmon. I Fusion Heart affrontano Volcanomon, che nel corso della battaglia assorbe l'esercito di Meramon divenendo più potente. Taiki chiama in aiuto uno dei Digimon Leggendari, Garurumon e subito dopo fa fondere Shoutmon, Ballistamon e Dorulumon dando di nuovo vita a Shoutmon X3, il quale riesce finalmente ad eliminare Volcanomon. Gli abitanti della Zona Magma ringraziano di cuore i Fusion Heart e anche Dorulumon e Cutemon entrano a far parte del team, per poi dirigersi subito dopo in un'altra zona. Intanto Kiriha evoca anche Greymon, il suo secondo Digimon, continuando quindi la sua battaglia con Tactimon. Lo scontro però è sospeso e Kiriha promette al generale che presto tornerà per il gran finale. |                   |                  |
| 10                                                                                 | Taiki diventa un cavaliere 「タイキ、騎士になる！」 - Taiki, kishi ni naru! – "Taiki, diventa un cavaliere!" | 14 settembre 2010 | 21 giugno 2013   |
| 10                                                                                 | Giunti nella quarta zona, la Zona Lago, Taiki riceve un'altra richiesta d'aiuto (simile a quella che gli aveva mandato Shoutmon in precedenza). Arrivati sulle rive di un lago, scoprono che la richiesta è da parte di Knightmon, cavaliere al servizio della principessa Bastemon. Dopo aver soccorso Knightmon, questi parla loro di essere in attesa del leggendario generale destinato a difendere la principessa dagli attacchi dell'Esercito Bagra. Una volta al cospetto di Bastemon, Taiki scopre di avere un rivale nel diventare cavaliere, ovvero Kiriha, ma il suo interesse in realtà è solo quello di trovare il frammento della Corona di quella zona. Intanto, il castello subisce l'attacco dell'esercito Bagra, capitanato da IceDevimon, mandato in battaglia da un secondo generale nemico, Rirismon. Gli avversari raggiungono la principessa all'interno delle mura, ma Taiki non può ricorrere a Shoutmon X4 poiché Ballistamon è rimasto congelato da un attacco di IceDevimon. Decide quindi di fondere insieme solamente Shoutmon e Dorulumon, riuscendo ugualmente a scacciare momentaneamente l'esercito Bagra dal castello della principessa. |                   |                  |
| 11                                                                                 | I Fusion Heart si infiammano 「クロスハート、燃える！」 - Kurosu Hāto, Moeru! – "Xros Heart, ardi!" | 14 settembre 2010 | 24 giugno 2013   |
| 11                                                                                 | Taiki, dopo la battaglia contro IceDevimon, è costretto al riposo a causa dell'enorme quantità d'energia persa. Tuttavia, nella battaglia che si sussegue, viene sostituito da Zenjiro. Akari nel frattempo è sempre più determinata a tornare nel mondo reale e sente la nostalgia dei suoi familiari. La perfida Rirismon quindi, tramite uno specchio, imbroglia la ragazza spacciandosi per sua madre e facendole credere che se troverà il frammento della Corona e lo porterà da lei potrà tornare a casa. Akari scopre perciò il luogo dove è nascosto il frammento e una volta ottenuto, decide di portarlo a Rirismon. Shoutmon, il quale si sente in colpa per aversela fatta scappare durante il suo turno di guardia, parte alla ricerca di Akari insieme a Dorulumon e Cutemon, scatenando una battaglia. Rirismon purtroppo però solleva IceDevimon dalla guida dell'esercito e manda in campo la sua arma segreta, DaiPenmon, che grazie alla sua potenza congela tutto l'esercito di Knightmon e il team Fusion Heart, ad eccezione di Zenjiro. Questi infatti, insieme a Taiki, ormai ripresosi, corre da Akari e affronta Rirismon. I due pregano Akari di tornare indietro, ma lei rivela di voler tornare a casa e di sentirsi inutile per loro in questo mondo. Taiki gli spiega tuttavia che non è così, poiché senza il suo sostegno e la sua fiducia non sarebbe mai riuscito ad arrivare fino a questo punto. Grazie anche al sostegno di Shoutmon, Dorulumon e gli altri, Akari torna in sé e ferisce Rirismon sul volto con il frammento della Corona. Il perfido ufficiale, preso dall'ira, fa fondere DaiPenmon con IceDevimon e manda il nuovo Digimon formatosi all'attacco. In aiuto dei Fusion Heart però accorrono Knightmon e i suoi PawnChessmon. Taiki, con l'aiuto di Akari e Zenjiro, effettua la DigiXros, aggiungendo ai vari membri di Shoutmon X4 anche Knightmon e i PawnChessmon formando quindi Shoutmon X4K, che con un unico colpo annienta IceDevimon e DaiPenmon. Infine Knightmon, la principessa Bastemon e i PawnChessmon chiedono a Taiki di unirsi alla squadra. Nel frattempo, Nenè Amano, che ha visto tutti gli svolgimenti delle varie battaglie nella Zona Lago, decide di unirsi in squadra con Kiriha e mostra lui il suo Digivice Xros Loader di colore nero, lasciandolo di sasso anche davanti al suo Digimon, Sparrowmon. |                   |                  |
| 12                                                                                 | Il tesoro della Zona Sabbia 「サンドゾーン、遺跡で大冒険！」 - Sando Zōn, iseki de daibōken! – "Sand Zone, una grande avventura tra le rovine!" | 12 ottobre 2010   | 25 giugno 2013   |
| 12                                                                                 | I Fusion Heart arrivano nella Zona Sabbia, un tempo chiamata Città dell'Oro per via delle sue inestimabili ricchezze, ora racchiuse all'interno di alcune rovine, che costituiscono un prezioso tesoro. In questa zona, i ragazzi patiscono molto il caldo e nonostante questo subiscono anche l'attacco di Scorpiomon, capo dell'esercito Bagra della suddetta zona. Riescono però a sfuggirgli permettendo a Dorulumon di scavare nel terreno e precipitando in un sottosuolo ricco di pietre preziose, dove però si ritrovano a fronteggiare un esercito di Vilemon, mandati da Blastmon, l'ultimo degli ufficiali, ossessionato dai tesori e dalle ricchezze. Il team sfugge anche a questi grazie all'aiuto di Deputymon, il quale chiede poi loro di aiutarlo a cercare il tesoro della zona attraverso un porta, purtroppo inaccessibile. Tuttavia, Akari riesce a spalancarla, ma all'interno vengono attaccati da un BigMamemon. In seguito giungono su un altissimo ponte, dove vengono nuovamente minacciati da Blastmon. Taiki invoca MagnaAngemon, uno dei Digimon Leggendari, che spedisce i nemici nel deserto, dove si ritrovano in battaglia contro Kiriha e Nenè. Deputymon minaccia di fargli del male se non combatteranno contro il Digimon Pharaohmon, ma ciò alla fine si rivela solo un ingegno per dimostrare se i ragazzi sono davvero degni di possedere il tesoro. Deputymon, convinto quindi della loro bontà, dona a Taiki il frammento e le DigiMemorie della zona. |                   |                  |
| 13                                                                                 | Taiki il guerriero della Dea! 「タイキ、女神の戦士！」 - Taiki, megami no senshi! – "Taiki, il guerriero della dea!" | 19 ottobre 2010   | 26 giugno 2013   |
| 13                                                                                 | Nenè e Kiriha continuano la loro lotta contro Blastmon e l'esercito Bagra. Nel frattempo, i Fusion Heart vengono attaccati da Baalmon, ma questi, accortosi che tra le rovine vi è nascosta una statua raffigurante una Dea dei Digimon, acconsente a conseguire uno scontro leale con Shoutmon X4. A causa di un attacco di Blastmon però, Taiki precipita da un burrone e la statua cade insieme ad esso. Una volta ripresosi, Taiki vede la statua e le porge una mano, facendola illuminare e illuminandosi a sua volta lui stesso. Baalmon, che ha assistito alla scena, rivela a Taiki che grazie a questo gesto è ora divenuto un Guerriero della Dea. Racconta quindi al ragazzo la storia dei Guerrieri della Dea, guidati da Angemon, e di come lui in passato si allenava costantemente per diventare uno di quelli. Baalmon porta quindi Taiki a Sandria anche grazie all'aiuto di Guilmon, un Digimon Leggendario, ora divenuta una città sotterranea popolata solo da perfidi ChildDokugumon. I due si dirigono precisamente nel luogo esatto in cui avvenne una feroce battaglia tra Baalmon e i Guerrieri. All'epoca infatti, gli stessi Guerrieri furono segnati sulla fronte da un marchio diabolico che li induceva a combattere tra di loro e che ha costretto Baalmon ad eliminarli. Il suo scopo quindi è scoprire chi abbia imposto quel marchio ai suoi amici Guerrieri. Risaliti nel deserto, Taiki scopre i suoi amici stregati e incattiviti dallo stesso marchio sottoposto ai Guerrieri della Dea in passato. Baalmon quindi, scopre che, come allora, l'arteficie dell'accaduto è Rirismon, la quale aveva agito tramite Ebemon, Digimon al suo servizio. I Fusion Heart si riprendono e si fondono in Shoutmon X4, ma nel frattempo Rirismon colpisce fatalmente Baalmon, che cade a terra sfinito. |                   |                  |
| 14                                                                                 | Beelzemon il guerriero che danza 「戦士ベルゼブモン、舞う！」 - Senshi Beruzebumon, mau! – "Guerriero Beelzebumon, danza!" | 26 ottobre 2010   | 27 giugno 2013   |
| 14                                                                                 | Taiki vorrebbe salvare Baalmon, ormai sul punto di morte. Appare quindi Pharaohmon che gli dice di utilizzare il potere della Corona del Codice per rivelare i segreti della Zona Sabbia. Taiki fa quanto consigliato e sprigiona il potere del frammento, unendo insieme tutte le piramidi della zona formandone una sola, molto grande e possente, chiamata Piramide della Rinascita. Qui Taiki decide di assorbire i dati del potere della Dea e di trasmetterli a Baalmon per farlo riprendere. Per fare ciò è però costretto a rilasciare fuori tutti i Digimon racchiusi nel suo Digivice ed è costretto a non poter feettuare la DigiXros per combattere l'imminente battaglia con l'esercito Bagra, comandato non più da Scorpiomon, bensì da Machinedramon, mandato da Rirismon. I Digimon della Fusion Battles combattono quindi senza la DigiFusione e ciò li mette in difficoltà. Shoutmon non è però d'accordo a dover rischiare la vita per Baalmon, ma quando capisce che Taiki lo fa per salvare un suo amico, si ricrede ed entra in battaglia insieme agli altri. Baalmon intanto, riprese un po' delle sue forze, ordina a Taiki di andare a combattere. Il generale esegue perciò la DigiXros e crea nuovamente Shoutmon X4K, il quale è però a rischio. Machinedramon infatti, sta per effettuare la sua più potente arma contro di lui, ma Baalmon si interpone e riceve il colpo. Grazie a questo gesto, diviene finalmente un Guerriero della Dea e si reincarna quindi in Beelzemon, il quale annienta finalmente Machinedramon con l'aiuto di Shoutmon X4K. Dopo lo scontro, Beelzemon scompare e Deputymon si unisce alla squadra. Rirismon, in preda alla rabbia, apre un portale che spedisce i Fusion Heart in un'altra zona. |                   |                  |
| 15                                                                                 | La trappola del cielo 「ヘブンゾーン、楽園の罠！」 - Hebun Zōn, rakuen no wana! – "Heaven Zone, la trappola del paradiso!" | 2 novembre 2010   | 28 giugno 2013   |
| 15                                                                                 | I Fusion Heart vengono catapultati in un'altra zona, la Zona Cielo. Questa zona sembra apparentemente tranquilla e pacifica, ma in realtà è governata da una serie di regole molto severe, che prevedono delle pene molto gravose anche per un minimo errore. Dondokomon viene ripreso da Gargoylemon, capo della polizia, per aver fatto troppo chiasso con il suo bongo. In suo aiuto arriva però Lucemon, il quale rivela loro di essere in candidatura per diventare il presidente della zona in competizione con SlashAngemon, ovvero colui che ha imposto a tutti gli abitanti queste rigide regole. Durante una visita ai magnifici monumenti della zona, Dondokomon viene incolpato di aver rotto una statua e viene arrestato insieme a Taiki e Shoutmon, che erano accorsi in suo aiuto, per essere interrogati. Vengono però salvati da Ballistamon e il resto del team, per poi però venire nuovamente catturati da SlashAngemon. Durante lo sconto della pena esce tuttavia fuori il vero colpevole. Taiki però si oppone al fatto che per una simile sciocchezza si debba soffrire così tanto e sostegna il pubblico di eleggere Lucemon come presidente. Shoutmon X4 ingaggia quindi una lotta con SlashAngemon e riesce a sconfiggerlo dopo una DigiXros con Beelzemon, trasformandosi in Shoutmon X4B. |                   |                  |
| 16                                                                                 | Digimon cavaliere nero 「黒騎士デジモン、参上！」 - Kurokishi Dejimon, sanjō! – "Digimon Cavaliere Nero, entrata in scena!" | 16 novembre 2010  | 1º luglio 2013   |
| 16                                                                                 | Nella Zona Cielo, SlashAngemon decide di abbandonare la carica di presidente poiché ormai anche lui crede nell'animo buono e adatto di Lucemon. Durante la cerimonia per la sua elezione a presidente, compare Shakkoumon, il giudice. Shakkoumon che ha visto tutti i movimenti di Lucemon, afferma di essere sicuro di volerlo al governo della Zona Cielo. Una volta ottenuto il titolo però, Lucemon rivela il suo lato malvagio e divide in due parti l'intera zona, sollevando in aria il tempio che contiene il frammento della Corona e tutto il potere dell'oscurità. Lucemon infine, rivela anche il suo mostruoso aspetto, ammettendo di essere un membro dell'esercito Bagra obbediente agli ordini della perfida Rirismon, e si scopre che il perfido Digimon ha stretto segretamente un'alleanza con il terzo generale, Nenè, la quale vuole a sé il potere negativo. Dopo aver ottenuto il frammento, Lucemon inizia a combattere con Shoutmon, ripresosi dopo aver subito un attacco fatale da un Digimon sotto il comando di Nenè. Taiki effettua la DigiXros e forma nuovamente Shoutmon X4B. Dopo una feroce battaglia, Lucemon viene battuto e Akari recupera il frammento della Corona. Nenè intanto, insieme al suo Digimon Sparrowmon, libera il potere oscuro dal tempio, facendo diventare malvagi tutti i Digimon della zona e trasferendoli nel suo Digivice nero. I Fusion Heart accorrono per fermare Nenè, maLucemon in realtà non è ancora stato annientato e si presenta con lo scopo di ottenere il potere oscuro alla ragazza, rompendo l'alleanza avuta fino ad ora. Attirandoli a sé però, Lucemon perde il controllo della sua forza e rapisce Nenè. |                   |                  |
| 17                                                                                 | La meravigliosa DigiFusione! Shoutmon X5 vola 「奇跡のデジクロス！シャウトモンX5飛ぶ！」 - Kiseki no dejikurosu! Shautomon X5 tobu! – "La miracolosa DigiXros! Shoutmon X5 vola!" | 23 novembre 2010  | 2 luglio 2013    |
| 17                                                                                 | Grazie ai poteri negativi del tempio, Lucemon diviene ancora più spaventoso e potente e intrappola Nenè in una sfera oscura con lo scopo di assorbire anche tutti i suoi pensieri malvagi. I Fusion Heart tentano di salvarla, ma Lucemon si rivela quasi invincibile e si ritirano. Taiki offre a Sparrowmon il suo aiuto, ma lui rifiuta. Tuttavia, nel caso cambiasse idea, Taiki dona lui un bracciale grazie al quale potrebbero rimanere in contatto. Durante il proseguimento della battaglia, Sparrowmon rischia di essere eliminato da Lucemon, ma arriva in suo aiuto Shoutmon X4, che grazie al Digimon Leggendario Patamon riesce a raggiungere Lucemon. Sparrowmon riesce a distruggere la sfera oscura e con l'aiuto dei Fusion Heart libera Nenè. Resosi conto del loro animo buono, Sparrowmon decide di combattere al fianco di Taiki, per cui si fonde con Shoutmon X4 dando vita a Shoutmon X5, che riesce a distruggere Lucemon e a riportare la pace nella zona. Shakkoumon dona a Taiki il frammento della Corona, mentre Nenè si dirige in un'altra zona per reclutare nella sua squadra un Digimon dalla forza inarrestabile. |                   |                  |
| 18                                                                                 | Stingmon, eroe della grande foresta dei Digimon 「スティングモン、デジモン大密林の勇者」 - Sutingumon, Dejimon dai mitsurin no yūsha – "Stingmon, l'eroe della giungla Digimon" | 30 novembre 2010  | 3 luglio 2013    |
| 18                                                                                 | Taiki e gli altri giungono nella Zona Foresta, un territorio molto pericoloso dove anche l'esercito Bagra non mette piedi da anni, ma al loro arrivo si ritrovano sospesi a mezz'aria e precipitano dal vuoto in mezzo agli alberi. Zenjiro, Akari e Cutemon vengono salvati da Beelzemon, mentre Taiki e Shoutmon da Dorulumon. I primi si ritrovano dispersi nella foresta e incontrano Stingmon, che li attacca. La battaglia viene però ostacolata da Lilamon che si presenta come niente meno che la fidanzata di Stingmon e scambia Akari e Zenjiro per una coppia. Taiki manda quindi Dorulumon e Deputymon a cercare i suoi amici. Rimasto però da solo in compagnia di Shoutmon e Ballistamon, Taiki è costretto a subire un violento attacco da parte di Tactimon e dell'esercito Bagra, in cui fa combattere Shoutmon X2. Akari e Zenjiro vengono portati al sicuro, dinanzi a un tempio accessibile solo a chi ha un cuore puro. Dorulumon li ritrova, ma torna indietro insieme a Beelzemon per aiutare Taiki contro l'esercito Bagra, grazie alla formazione di Shoutmon X4B. Akari, Zenjiro e Cutemon rimangono soli con Stingmon e Lilamon, ma subiscono l'attacco di Kiriha e di Nenè, la quale vuole ottenere informazioni riguardo ad un Guerriero Leggendario. Dopo aver messo fuori combattimento Stingmon e Lilamon per cercare di sapere dove fosse il frammento della zona, Kiriha si rifiuta di combattere, poiché i suoi avversari sono allo stremo delle forze. Dal Digivice di Nenè fuoriesce però ancora una volta il suo mostruoso Digimon incontrato in precedenza nella Zona Cielo, ovvero DarkKnightmon, che intende affrontare Kiriha per essersi opposto agli ordini della sua padrona. Arriva sul posto anche Taiki, che rimane colpito dal lato oscuro di Nenè, generale del Team Twilight. Stingmon vorrebbe aiutare i suoi amici e per questa sua generosità e altruismo viene fatto entrare nel tempio, ma viene seguito da Nenè e DarkKnightmon. |                   |                  |
| 19                                                                                 | Il risveglio del leggendario Deckerdramon 「伝説のデッカードラモン、動く！」 - Densetsu no Dekkādoramon, ugoku! – "Leggendario Deckerdramon, destati!" | 7 dicembre 2010   | 4 luglio 2013    |
| 19                                                                                 | Nenè ordina a DarkKnightmon di seguire Stingmon all'interno del tempio, ma lui le ribadisce di non accettare ordini da lei. Intanto all'esterno, Lilamon spiega agli altri che per entrare nel tempio bisogna eseguire la Danza dell'amore fraterno, il cui compito spetta ad Akari e Zenjiro, poiché vengono considerati da tutti una coppia. Taiki si confronta con Kiriha dandogli del perdente per essersi ritirato dal tentativo di salvare Nenè. Una volta aperto il portale, Taiki entra insieme ad alcuni membri della sua squadra, a Sparrowmon e infine Kiriha, mentre Beelzemon si unisce agli abitanti della foresta per combattere l'imminente attacco dell'esercito Bagra, comandato da Kongoumon. Taiki raggiunge Nenè e DarkKnightmon, mentre Stingmon viene guarito dalle ferite inflittole da Kiriha dal Leggendario Deckerdramon, Guerriero che il perfido Digimon vorrebbe nel Team Twilight. Taiki chiede a Nenè perché si fa sottomettere da DarkKnightmon e lei, anche se inizialmente un po' titubante, riveladi essere costretta a sottoporsi ad un ricatto per salvare il fratello minore Yuu Amano, per poi ritornare finalmente a casa con esso. Taiki e Kiriha uniscono le loro forze e affrontano DarkKnightmon, il quale si scinde in due Digimon, SkullKnightmon e DeadlyAxemon, dando del filo da torcere ai due generali. Deckerdramon, dopo aver guarito Stingmon, vede nel cuore di Kiriha molta determinazione e amore, per cui gli dona il frammento della Corona e decide di unirsi alla squadra dei Blue Flare. Per ordine di DarkKnightmon, Nenè si sposta in un'altra zona, la Zona Polvere, ma viene seguita da Kiriha. Usciti dal tempio, Taiki sconfigge l'esercito Bagra con l'aiuto di Beelzemon e subito dopo segue gli altri due generali nella Zona Polvere. |                   |                  |
| 20                                                                                 | Incontro con Puppetmon 「ダストゾーン、グランドロコモンの大スクラップ都市！」 - Dasuto Zōn, Gurandorocomon no dai sukurappu toshi! – "Dust Zone, la grande città dei rottami di GrandLocomon!" | 14 dicembre 2010  | 5 luglio 2013    |
| 20                                                                                 | Durante il viaggio per spostarsi nella Zona Polvere, Taiki viene risucchiato da un vortice di energia oscura e catapultato su una torre al cospetto di DarkKnightmon. Il Digimon malvagio rivela lui che Nenè è intrappolata in una sfera e che per salvarla è necessario entrarne all'interno. Taiki però non può entrare poiché non possiede abbastanza oscurità nel suo cuore per cui viene gettato dalla torre. Ritrova i suoi amici nella Zona Polvere, una zona che si rivela ospitare tutti i Digimon scartati dalle altre zone del mondo digitale. Vengono però attaccati da un gruppo di Digimon che infine riescono a rubare il Digivice a Taiki e a fuggire. I Fusion Heart incontrano quindi Puppetmon, un Digimon della zona, il quale consiglia loro di non fidarsi di nessuno in quel luogo. Taiki e gli altri riescono comunque a ritrovare i Digimon del posto per farsi restituire il Digivice, ma vengono intercettati da Puppetmon, che lo ruba a sua volta con lo scopo di consegnarlo a GranLocomon, comandante dell'esercito Bagra della zona, per ottenere il permesso di fuggire via da quello squallido luogo. GranLocomon prende il Digivice di Taiki, ma anziché permettere a Puppetmon di andarsene, decide di aprire un varco per fuggire lui stesso. I Fusion Heart però intervengono e tentano di fermare GranLocomon. Durante la battaglia, Taiki fa capire a Puppetmon che sarebbe giusto fidarsi degli amici nei momenti di difficoltà, per cui recupera il Digivice e lo restituisce ai Fusion Heart per far eseguire la formazione di Shoutmon X4, che riesce finalmente ad annientare GranLocomon. Nel frattempo, Kiriha incontra DarkKnightmon che lo fa entrare nella sfera. Contrariamente a Taiki però, lui riesce ad entrarvi e per questo viene stregato e condizionato dalla negatività di DarkKnightmon, che lo prende come alleato per un imminente attacco contro Taiki. |                   |                  |
| 21                                                                                 | La resa dei conti 「決戦！ダークナイトモンVSクロスハート！」 - Kessen! Dākunaitomon VS Kurosu Hāto! – "La resa dei conti! DarkKnightmon VS Xros Heart!" | 21 dicembre 2010  | 9 luglio 2013    |
| 21                                                                                 | DarkKnightmon e Kiriha, soggiogato dalle tenebre, attaccano i Fusion Heart insieme a SkullGreymon e SkullSatanmon. Puppetmon però, li mette in salvo in un discarica, lontano dagli attacchi di DarkKnightmon. Sparrowmon chiede aiuto a Taiki per liberare Nenè dalla torre e gli rivela le terribili intenzioni nemiche, ovvero ripristinare l'oscurità del Digivice Darkness Loader. DarkKnightmon però, stringe un'alleanza temporanea con la perfida Rirismon e attacca Taiki, sempre sfruttando ugualmente le forze di Kiriha. Grazie alla determinazione e alla forza di Taiki, Kiriha torna in sé e combatte contro DarkKnightmon al fianco dei Fusion Heart e di Shoutmon X4. Taiki e Sparrowmon intanto accorrono a salvare Nenè, ma lei non vuole andare con loro per paura di mettere a rischio l'incolumità del fratello. Taiki però promette lei che farà di tutto per liberare Yuu, per cui Nenè fugge e si unisce ai Fusio Heart. Questi ultimi, insieme ai Blue Flare, riescono a sconfiggere l'esercito di DarkKnightmon e l'esercito Bagra, anche grazie alla formazione di Shoutmon X5 e al Leggendario Digimon MetalGarurumon, scaturito da una nuova DigiMemoria, ma DarkKnightmon riesce a ripristinare il potere oscuro del Digivice Darkness Loader e si fonde con SkullGreymon e SkullSatanmon, rompendo l'alleanza stretta con Rirismon. DarkKnightmon attacca Shoutmon X5, ma questi riesce a scacciarlo via. Puppetmon promette di vegliare sulla Zona Polvere, utilizzando il potere del frammento della Corona che poi decide di donare a Taiki. Nel frattempo, al quartier generale nemico, Bagramon, unico e vero padrone dell'esercito Bagra, compie la sua ascesa su Digiworld e si presenta a Tactimon. |                   |                  |
| 22                                                                                 | Wisemon e i segreti del Digiworld 「ワイズモン、デジタルワールドの秘密！」 - Waizumon, dejitaru wārudo no himitsu! – "Wisemon, il segreto del Digital World!" | 11 gennaio 2011   | 10 luglio 2013   |
| 22                                                                                 | Il Digivice di Nenè, ormai inutile per gli scopi di DarkKnightmon, cessa di funzionare e Nenè sviene. I Monitamon, alcuni Digimon dalla sua parte, propongono a Taiki di portarla nella loro zona, la Zona Shinobi, per curarla. Durante il tragitto nel Digispazio per raggiungere la suddetta zona, vengono intercettati da Arkadimon, il quale ottiene il Digivice Xros Loader rosso e rapisce tutti i Fusion Heart, ad eccezione di Taiki. Questi infatti finisce catapultato in un libro disperso nel Digispazio all'interno del quale vive uno strambo e misterioso Digimon di nome Wisemon. Questo Digimon pensa che Taiki sia solo che un oggetto da studiare, ma non esita a rivelargli i segreti del mondo digitale e i suoi collegamenti con quello reale. Taiki vorrebbe salvare i suoi amici, così Wisemon lo lascia andare. Durante lo scontro con Arkadimon, Wisemon interviene per salvare Taiki e questi riesce ad effettuare la DigiXros in Shoutmon X5, che con l'aiuto di uno dei Digimon Leggendari scaturito da una delle DigiMemorie portate da Bastemon, Darkdramon, riesce ad annientare Arkadimon. In seguito, i Fusion Heart si dirigono della Zona Shinobi e Wisemon si unisce al gruppo. |                   |                  |
| 23                                                                                 | La Zona Shinobi 「シノビゾーン、お笑い忍者バトル！」 - Shinobi Zōn, owarai ninja batoru! – "Shinobi Zone, la buffa battaglia ninja!" | 18 gennaio 2011   | 11 luglio 2013   |
| 23                                                                                 | Una volta giunti nella Zona Shinobi, Taiki si consulta con l'anziano Monitamon per permettere a Nenè un po' di riposo. Il Digimon però rivela loro che ciò non è possibile a causa dell'invasione dell'esercito Bagra, comandato stavolta da Musyamon, il quale ha preso in ostaggio la principessa e si è impadronito del castello insieme al suo scagnozzo, Shurimon. Musyamon intende usare la principessa come leva per ottenere il frammento della Corona della zona. Taiki e gli altri decidono quindi di recuperare il frammento per salvarla. L'anziano Monitamon li accompagna al tempio dove vive Karatenmon, custode della Corona, ma una volta giunti sul posto, scoprono che per ottenerle il frammento è necessario riuscire a far ridere Karatenmon. Taiki tenta in tutti i modi di riuscirci effettuando continue e strampalate DigiXros tra Shoutmon e i vari membri della squadra e alla fine, Akari e Nenè mettono in scena un mini-show facendo divertire Karatenmon. Una volta ottenuto il frammento, questo viene rubato da una mandria di Etemon al servizio di Musyamon e di Shurimon. I Fusion Heart ingaggiano quindi una lotta contro di loro e alla fine riescono a batterli grazie a Shoutmon. Recuperato nuovamente il frammento della Corona, i ragazzi si dirigono al castello dei Monitamon con l'intento di salvare la principessa dalle malefatte dei nemici. |                   |                  |
| 24                                                                                 | Una prova di coraggio 「落ちこぼれモニタモンズ、頑張る！」 - Ochikobore Monitamonzu, ganbaru! – "Monitormon rimasti, resistete!" | 25 gennaio 2011   | 12 luglio 2013   |
| 24                                                                                 | Alcuni Monitamon si intrufolano nel castello dove scoprono che Musyamon ha intenzione di sferrare un attacco per farsi dare il frammento della Corona, in possesso di Nenè. Taiki organizza quindi un piano e manda Zenjiro, Dorulumon e alcuni Monitamon di colore rosso all'interno del castello per salvare la principessa, mentre il resto del team intratterrà l'esercito Bagra capeggiato da Shurimon, per far guadagnare loro tempo. Zenjiro decide di far entrare la sua squadra dalle fogne, ma una volta arrivati davanti al castello, vorrebbe inizialmente tirarsi indietro, anche se alla fine decide di completare la sua missione. Shurimon attacca Taiki e gli altri, che vengono aiutati da uno dei Leggendari Guerrieri, ovvero Impmon, mentre Dorulumon deve vedersela con un secondo plotone dell'esercito Bagra per permettere a Zenjiro e ai Monitamon di entrare nel castello. Una volta all'interno, Zenjiro ingaggia un duello contro Musyamon utilizzando la Spada Stellare composta da Starmon e i Pickmon. Intanto i Monitamon mandano in onda un video sul grande schermo della zona in cui Zenjiro parla a Musyamon delle sue capacità e mostra il suo grande coraggio a tutta la sua squadra. I Monitamon mettono in salvo la principessa e Nenè accorre in aiuto di Zenjiro insieme a Sparrowmon, cosicché il suo Digivice diventa di colore rosa. La battaglia si sposta quindi all'esterno, alla quale prende parte anche il resto dei Fusion Heart. Taiki manda infine all'attacco Shoutmon X5, che riesce a battere finalmente Musyamon. Nenè dona a Taiki il frammento della Zona Shinobi ed entra ufficialmente a far parte dei Fusion Heart, ma non potrà viaggiare sempre con loro per continuare le ricerche del suo fratellino Yuu. I Monitamon rossi si uniscono poi a Taiki per tenere in contatto il team con Nenè, nel caso avesse bisogno di aiuto. |                   |                  |
| 25                                                                                 | Per un Digiworld migliore 「ゾーン崩壊！火花散るタイキとキリハ！」 - Zōn hōkai! Hibana chiru Taiki to Kiriha! – "Il collasso della Zone! Gli scintillanti Taiki e Kiriha!" | 1º febbraio 2011  | 16 luglio 2013   |
| 25                                                                                 | Nella Zona Disco, Kiriha ottiene il frammento della Corona annientando il custode Mercurymon. Dopodiché ingaggia un violento scontro con Blastmon e il suo esercito. Arrivano sul posto anche i Fusion Heart, i quali decidono di fermare la battaglia poiché altrimenti l'intera zona potrebbe crollare. Kiriha mette in difficoltà Blastmon grazie ad una nuova fusione dei Blue Flare tra MetalGreymon e Deckerdramon, ovvero DeckerGreymon, ma Shoutmon X4K si intromette. Durante il combattimento, Shoutmon X4K si scinde nei Digimon iniziali a causa della stanchezza di Shoutmon, ma subito dopo quest'ultimo precipita nelle profondità della zona insieme a MailBirdramon e Greymon. I due Digimon dell'armata Blue Flare però non intendono unire le loro forze con Shoutmon per risalire, poiché lo considerano un essere debole e dotato di scarsa potenza. Intanto in superficie, Taiki si confronta con Kiriha, il quale confessa lui che intende raccogliere tutti i frammenti per poter rendere Digiworld un luogo in cui solo i Digimon più forti e temibili potranno metterci piede. Taiki però non approva il suo progetto, poiché vorrebbe che nel mondo digitale, ogni Digimon unisca le proprie forze con altri per riuscire a convivere insieme nel modo migliore. Nelle profondità della Zona Disco, Greymon e MailBirdramon rischiano nuovamente di precipitare nel vuoto, ma vengono salvati da Shoutmon. Resosi conto della sua forza, Greymon e MailBirdramon uniscono le loro forze con lui per risalire in superficie, per poi combattere ancora contro Bulbmon, uno scagnozzo di Blastmon. Shoutmon X4K viene aiutato da Greymon, che intende ricambiare il suo favore, e alla fine Bulbmon vienne eliminato. Kiriha abbandona la zona, mentre Taiki vorrebbe trovare un modo per salvare gli abitanti da un altro imminente crollo. |                   |                  |
| 26                                                                                 | Un vero leader 「シャウトモン、キングの証！」 - Shautomon, kingu no akashi! – "Shoutmon, la dimostrazione di un Re!" | 8 febbraio 2011   | 17 luglio 2013   |
| 26                                                                                 | I Fusion Heart mettono in salvo gli abitanti della Zona Disco trasportandoli nella Zona Shinobi, dove vengono ben accolti. Durante la notte, Shoutmon e Ballistamon si allontanano dagli altri, ma nel frattempo Blastmon riesce a creare un suo clone utilizzando una serie di gemme provenienti dal suo corpo. Viene fronteggiato da Shoutmon X4, ma Shoutmon non riesce a resistere al peso della DigiXros, per cui si trova in difficoltà. Tuttavia, la battaglia si conclude con l'intervento di Beelzemon e Deputymon. Taiki non riesce a capire perché Shoutmon si sia indebolito. Cutemon rivela di averlo visto allontanarsi con Ballistamon e crede che sia fuggito per rubare montagne di DigiNowa. Alla fine però, si scopre che i due si erano separati dagli altri per allenare Shoutmon a diventare un vero e proprio leader che vorrebbe realizzare il sogno di Taiki, ovvero creare un mondo digitale proprio come lui desidera. Alla fine vengono aiutati anche da Beelzemon. Blastmon però, attacca nuovamente il villaggio Shinobi, ma stavolta Shoutmon è in ottima forma e regge la DigiXros in Shoutmon X4B. Grazie all'intervento di Nenè e Sparrowmon, quest'ultimo si fonde con Shoutmon X4B per diventare quindi Shoutmon X5B. Il nuovo Digimon ingaggia un duro duello con Blastmon e alla fine riesce a sconfiggerlo sottraendogli tutti i frammenti della Corona. |                   |                  |
| 27                                                                                 | Nella Zona Dolci! 「スイーツゾーン、甘党デジモン大暴れ」 - Suītsu Zōn, amatō dejimon dai abare – "Sweets Zone, la furia del Digimon goloso!" | 15 febbraio 2011  | 18 luglio 2013   |
| 27                                                                                 | Taiki riceve una terza richiesta di aiuto come quella avuta da Shoutmon e Knightmon e scopre che stavolta appartiene a Spadamon. Riesce quindi a salvare Spadamon e, recatosi nella Zona Dolce, viene a sapere proprio da lui che gli abitanti del luogo sono stati catturati da Matadormon, appartenente all'esercito Bagra, con lo scopo di farsi fare dei dolci. Taiki e gli altri riescono ad accedere alla dimora di Matadormon spacciando Akari per un'abile pasticcera. Tuttavia vengono sfidati in una gara di cucina da WaruMonzaemon, il miglior pasticcere della zona. Nel frattempo, Nenè giunge con la sua squadra di soccorso e salva tutti gli abitanti. Akari vorrebbe realizzare una torta di frutta, ma gli unici frutti disponibili sono le banane, le quali vengono anche divorate da Shoutmon e Ballistamon. Decidono quindi di passare alla torta di patate dolci, ma purtroppo l'aspetto esteriore risultante non è molto soddisfacente. Fortunatamente, Matadormon giudica la torta di Akari la migliore fra le due per poi giungere ad uno scontro con i Fusion Heart. Durante il combattimento, Taiki fa fondere Spadamon con Shoutmon X4 dando vita a Shoutmon X4S, che riesce a scacciare finalmente Matadormon. Cutemon scopre inoltre, che i suoi genitori sono intrappolati proprio in questa zona, ma purtroppo Matadormon ritorna e fa precipitare i Fusion Heart nel sottosuolo. |                   |                  |
| 28                                                                                 | Alla ricerca dei genitori di Cutemon 「最終兵器発動！がんばれキュートモン！」 - Saishū heiki hatsudō! Ganbare Kyūtomon! – "L'arma finale si attiva! Resisti Cutemon!" | 22 febbraio 2011  | 18 luglio 2013   |
| 28                                                                                 | Giunti nel sottosuolo, i Fusion Heart si mettono alla ricerca dei genitori di Cutemon e scoprono che da quelle parti vi sono altri Digimon tenuti prigionieri dall'esercito Bagra. Vengono purtroppo intercettati da un enorme plotone di Raremon. I Monitamon affrontano i nemici tentando di lanciargli addosso una bomba, ma dopo l'esplosione i Fusion Heart sono costretti a dividersi: Taiki si ritrova con Shoutmon, Ballistamon e Spadamon, mentre Akari con Dorulumon e Cutemon. Zenjiro e Nenè intanto giungono in un luogo dove scoprono delle sacche appese al soffitto dove sono intrappolati dei Digimon. Si accorgono in seguito che l'esercito Bagra ha intenzione di assorbire i dati di quei Digimon per trasformarli in Raremon e renderli schiavi. Taiki e il resto della squadra affrontano un potente Digimon appartenente all'esercito Bagra, ovvero Breakdramon. Zenjiro e Nenè raggiungono gli altri e Shoutmon X5 parte all'attacco sconfiggendo il perfido Digimon. Matadormon però prende parte allo scontro e rivela ai Fusion Heart che Breakdramon è in grado di rigenerarsi. Le ferite di Breakdramon infatti vengono curate e ricomposte e Shoutmon X5 viene messo in difficoltà. Cutemon intanto scopre che i suoi genitori sono in grave pericolo, ma decide comunque di rimanere forte e dona la sua energia a Shoutmon X5 per farlo guarire. Taiki e Spadamon infine salvano i genitori di Cutemon e dopo la scomparsa di Matadormon e Breakdramon che permette ai Digimon di recuperare il loro aspetto naturale, ottengono anche il frammento della Corona. Cutemon decide comunque di continuare il viaggio insieme ai Fusion Heart, separandosi nuovamente dai suoi genitori, ma consapevole che stavolta saranno al sicuro dai nemici. |                   |                  |
| 29                                                                                 | Un conflitto senza precedenti 「タイキ・キリハVSバグラ軍、全面決戦！」 - Taiki・Kiriha VS Bagura gun, zenmen kessen! – "Taiki e Kiriha VS la Bagura Army, la totale resa dei conti!" | 1º marzo 2011     | 19 luglio 2013   |
| 29                                                                                 | Arrivati nella Zona Spada, i Fusion Heart fronteggiano l'esercito Bagra capitanato da Grademon. Alla fine, quest'ultimo viene ferito mortalmente da Shoutmon X4, ma Taiki non riesce a vedere una creatura soffrire in questo modo così atroce. A quel punto, i suoi frammenti della Corona, aggiunti a quello della Zona Spada, si uniscono e grazie al loro potere Grademon viene guarito e riportato al suo aspetto originale. Digiworld inizia così a mutare, poiché tutti i frammenti sono stati recuperati, come afferma Kiriha a Taiki. Tactimon però, su ordine di Bagramon, attacca i Fusion Heart e i Blue Flare piazzando nella zona un'altissima torre con il potere di vietare a chiunque di fuggire dal luogo. Alla fine, Nenè induce Kiriha ad unire le sue forze con quelle di Taiki. Kiriha accetta, ma Tactimon si rivela essere un avversario quasi indistruttibile. Quando i generali stanno per essere sopraffatti e Tactimon è sul punto di uccidere Taiki, Grademon interviene e si sacrifica distruggendo la torre impiantata da Tactimon. Taiki chiama a raccolta tutta la squadra e forma Shoutmon X5B, che insieme ai Blue Flare riesce a scacciare Tactimon. Tuttavia però, interviene immediatamente niente meno che Lord Bagramon, fratello maggiore di DarkKnightmon, il quale ruba a Taiki e Kiriha tutti i loro frammenti della Corona, ottenendo il controllo totale del mondo digitale. Infine, il perfido Digimon rispedisce Taiki, Akari, Zenjiro e Shoutmon nel mondo reale. |                   |                  |
| 30                                                                                 | Partenza per un nuovo viaggio 「新たなる旅立ち！！東京大決戦！！」 - Arata naru tabidachi!! Tokyo dai kessen! – "Un nuovo viaggio!! La grande battaglia di Tokyo!!" | 8 marzo 2011      | 19 luglio 2013   |
| 30                                                                                 | Tornati di nuovo sulla Terra, Taiki, Akari e Zenjiro raccontano ai loro familiari le avventure passate a Digiwolrd, ma nessuno crede alle loro parole, in quanto nel mondo reale il tempo è trascorso molto più lentamente rispetto a Digiworld. Quella stessa sera, Taiki sente nuovamente la stessa voce che gli aveva consegnato il suo Digivice rosso. Decide quindi di voler ritornare a Digiworld insieme a Shoutmon, ma Akari e Zenjiro non sono d'accordo sul fatto di doverlo lasciare partire da solo. La stessa voce parla nuovamente a Taiki e lo conduce insieme agli altri due ancora una volta nel vicolo buio. Qui, viene rivelata la vera identità di quella misteriosa voce, ovvero Omnimon, un Digimon Leggendario scaturita da un DigiMemoria che in precedenza era andata a finire nel mondo reale. I ragazzi chiedono ad Omnimon di riportarli a Digiworld per poter aiutare Kiriha, Nenè e tutti gli altri, ma Omnimon rivela loro di poter riportare a Digiworld solamente Taiki e Shoutmon. Improvvisamente però, una scossa di terromoto mette in allarme i tre amici. Infatti, in città, scoprono che Tactimon li ha seguiti, diventando di dimensioni molto più grandi di come lo avevano visto a Digiworld. Shoutmon vorrebbe affrontare nuovamente Tactimon, ma da solo è troppo debole e non è in grado di tenergli testa. Akari e Zenjiro vengono presi in ostaggio dal perfido ufficiale Bagra, ma grazie alla loro determinazione e forza di volontà, Shoutmon riceve la quantità di potere necessaria per poter finalmente effettuare una digievoluzione e trasformarsi nel magnifico OmegaShoutmon, sconfiggendo una volta per tutte Tactimon. Taiki è infine costretto a separarsi dai due amici per tornare di nuovo nel mondo digitale, ma Akari e Zenjiro gli promettono di trovare immediatamente un modo per raggiungerlo, in quanto anche loro membri dei Fusion Heart. |                   |                  |
| Digimon Xros Wars: I malvagi Death General e i sette regni (24 episodi)            | |                   |                  |
| 31                                                                                 | Una nuova sfida 「新たなる世界へ！火烈将軍のドラゴンランド」 - Arata naru sekai e! Hiretsu shōgun no Doragon Rando – "Verso un nuovo mondo! Il generale fiammeggiante della Dragon Land" | 3 aprile 2011     | 23 luglio 2013   |
| 32                                                                                 | La missione di soccorso dei Fusion Heart 「竜の誇り、吠えろ超進化！」 - Ryū no hokori, hoero chō shinka! – "L'orgoglio del drago, la ruggente Super Evoluzione!" | 10 aprile 2011    | 23 luglio 2013   |
| 33                                                                                 | Un nuovo generale oscuro 「背筋ゾワゾワ！月光将軍のヴァンパイアランド」 - Sesuji zowazowa! Gekkō shōgun no Vanpaia Rando – "Agghiacciante! Il generale del chiaro di luna della Vampire Land" | 17 aprile 2011    | 24 luglio 2013   |
| 34                                                                                 | Il leggendario Lopmon bianco 「死ぬなグレイモン！シャウトモンDX誕生」 - Shinu na Gureimon! Shautomon DX tanjō – "Non morire, Greymon! La nascita di Shoutmon DX" | 24 aprile 2011    | 24 luglio 2013   |
| 35                                                                                 | Una nuova amica: Mervamon 「パワーが吸われる！ハニーランドの狩人たち」 - Pawā ga suwareru! Hanī Rando no karyūdo tachi – "La forza risucchiata! I cacciatori della Honey Land" | 1º maggio 2011    | 25 luglio 2013   |
| 36                                                                                 | Il parco divertimenti 「笑う狩人！木精将軍ザミエールモン」 - Warau karyūdo! Mokusei shōgun Zamiērumon – "Il cacciatore ridente! Il Generale dello spirito di legno, Zamielmon" | 8 maggio 2011     | 25 luglio 2013   |
| 37                                                                                 | Alla ricerca di Yuu 「弟よ、なぜ!? 敵ジェネラル・ユウの悪夢」 - Otōto yo, naze?! Teki jeneraru・Yū no akumu – "Fratellino, perché!? L'incubo del General nemico Yuu" | 15 maggio 2011    | 26 luglio 2013   |
| 38                                                                                 | Il misterioso Territorio Cyber 「謎のサイバーランド！鋼の街の美少女」 - Nazo no Saibā Rando! Kō no machi no bishōjo – "La misteriosa Cyber Land! La bella ragazza della città d'acciaio" | 22 maggio 2011    | 26 luglio 2013   |
| 39                                                                                 | Taiki, un vero leader! 「クロスハート分裂の危機！水虎将軍の卑劣なワナ」 - Kurosu Hāto bunretsu no kiki! Sui tora shōgun no hiretsu na wana – "La crisi della rottura della Xros Heart! La subdola trappola del Generale tigre d'acqua" | 29 maggio 2011    | 30 luglio 2013   |
| 40                                                                                 | I pirati del Territorio dell'Oro 「陽気な海賊、現る！ゴールドランドの航海！！」 - Yōki na kaizoku, genru! Gōrudo Rando no kōkai!! – "Allegri pirati, mostratevi! La navigata verso la Gold Land!!" | 5 giugno 2011     | 30 luglio 2013   |
| 41                                                                                 | Una terribile scoperta 「金賊のオレーグモンが笑う! さらばクロスハート!」 - Kimizoku no Orēgumon ga warau! Saraba Kurosu Hāto! – "Olegmon, il ladro d'oro ride! Addio, Xros Heart!" | 12 giugno 2011    | 31 luglio 2013   |
| 42                                                                                 | Il Generale del Territorio dei Canyon 「キリハにささやく！峡谷の土神将軍、魔の誘い」 - Kiriha ni sasayaku! Kyōkoku no doshin shōgun, akuma no yūi – "Sussurrando a Kiriha! Il Generale Divinità della Terra del canyon, una tentazione demoniaca!" | 26 giugno 2011    | 31 luglio 2013   |
| 43                                                                                 | L'amicizia è la vera forza 「強き愛を！デッカードラモン最期の叫び ！！」 - Tsuyoki ai o! Dekkādoramon saigo no sakebi!! – "Un amore potente! L'ultimo pianto di Deckerdramon!!" | 3 luglio 2011     | 1º agosto 2013   |
| 44                                                                                 | Una nuova DigiFusione: Shoutmon X7 「きずなの×7！グラビモンとの壮絶バトル！！」 - Kizuna no Kurosu Sebun! Gurabimon no Sōzetsu Batoru!! – "X7 dei legami! La grande battaglia contro Gravimon!!" | 17 luglio 2011    | 1º agosto 2013   |
| 45                                                                                 | L'ultimo Territorio 「最後の王園、輝く太陽のブライトランド！」 - Saigo no Ōkoku, Kagayaku Taiyō no Buraito Rando! – "L'ultimo Regno, la Bright Land del sole splendente!" | 24 luglio 2011    | 2 agosto 2013    |
| 46                                                                                 | Scontro decisivo 「生か死か、地獄のジエネラル決戦！」 - Shō ka Shi ka, Jigoku no Jeneraru Kessen! – "Vita o morte, la resa dei conti col General degli inferi!" | 31 luglio 2011    | 2 agosto 2013    |
| 47                                                                                 | La battaglia dei giovani Generali 「タイキvsユウ、少年ジェネラル対決！！」 - Taiki vs Yū! Shōnen Jeneraru Taiketsu!! – "Taiki VS Yuu, la resa dei conti dei ragazzi General!!" | 7 agosto 2011     | 6 agosto 2013    |
| 48                                                                                 | Beelzemon contro Rirismon 「ベルゼブモン、ヒカリに消ゆ！」 - Beruzebumon, Hikari ni Kiyu! – "Beelzebumon, svanisci nella luce!" | 14 agosto 2011    | 6 agosto 2013    |
| 49                                                                                 | Duello con Apollomon 「タイキの決断！最強のアポロモンを超えろ！」 - Taiki no Keddan! Saikyō no Aporomon o Koeru! – "La decisione di Taiki! Sorpassa il più forte Apollomon!" | 21 agosto 2011    | 7 agosto 2013    |
| 50                                                                                 | Il ritorno dei sette Generali 「よみがえる！七人のデスジェネラル総登場！」 - Yomigaeru! Shichinin no Desu Jeneraru Sōtōjō!! – "Risuscita! La comparsa dei sette Death General!!" | 28 agosto 2011    | 7 agosto 2013    |
| 51                                                                                 | L'amicizia trionfa sempre 「デジタルワールドの未来のために！デスジェネラルとの友情！」 - Dejitaru Wārudo no Mirai no Tame ni! Desu Jeneraru to no Yūjō! – "Per il futuro del Digital World! L'amicizia con i Death General!" | 4 settembre 2011  | 28 ottobre 2013  |
| 52                                                                                 | Fusion Heart contro Bagramon 「バグラ兄弟！暗黒の絆」 - Bagura Kyōdai! Ankoku no Kizuna – "I fratelli Bagura! I legami dell'oscurità" | 11 settembre 2011 | 28 ottobre 2013  |
| 53                                                                                 | Arriva il D5 「迫りくる！人間界最期の日、D5」 - Semarikuru! Ningenkai Saigo no Hi, D5 – "Avvicinati! L'ultimo giorno del mondo degli umani, D5" | 18 settembre 2011 | 29 ottobre 2013  |
| 54                                                                                 | Torna la pace 「栄光のデジクロス、 つかめ！おれたちの未来!!」 - Eikou no Dejikurosu, Tsukame! Oretachi no Mirai!! – "Gloriosa DigiXros, afferralo! Il nostro futuro!!" | 25 settembre 2011 | 29 ottobre 2013  |
| Digimon Xros Wars: I giovani Hunter che viaggiano attraverso il tempo (25 episodi) | |                   |                  |
| 55                                                                                 | Cacciatori di Digimon 「おれたち、デジモンハンター！」 - Oretachi, Dejimon Hantā! – "Noi, Digimon Hunter!" | 2 ottobre 2011    | 30 ottobre 2013  |
| 56                                                                                 | Il ritorno di Shoutmon 「生徒たちが消えた！ゆらめくサゴモンの影」 - Seito-tachi ga Kieta! Yurameku Sagomon no Kage – "Gli studenti sono svaniti! La tremolante ombra di Sagomon" | 9 ottobre 2011    | 30 ottobre 2013  |
| 57                                                                                 | Un grande sogno 「ロボット部の夢、ピノッキモンの誘惑」 - Robboto Bu no Yume, Pinokkimon no Yūwaku – "Il sogno del Club dei Robot, l'esca di Puppetmon" | 16 ottobre 2011   | 31 ottobre 2013  |
| 58                                                                                 | Questioni di invidia 「優等生が狙われた！ブロッサモンの微笑」 - Yūtousei ga Nerawareta! Burossamon no Hohoemi – "Gli studenti modello sono presi di mira! Il sorriso di Blossomon" | 23 ottobre 2011   | 31 ottobre 2013  |
| 59                                                                                 | Il Digimon rubacuori 「かわいさ要注意！キュートハンター、アイルの罠！」 - Kawaisa Youchūi! Kyūto Hantā, Airu no Wana! – "Attenzione carini! La trappola di Airu, Cute Hunter!" | 30 ottobre 2011   | 1º novembre 2013 |
| 60                                                                                 | Gli insegnamenti di Kotemon 「デジモン剣道勝負！コテモンの刃が迫る！！」 - Dejimon Kendou Shoubu! Kotemon no Yaiba ga Semaru!! – "Sfida di Kendo Digimon! La lama di Kotemon si avvicina!!" | 6 novembre 2011   | 1º novembre 2013 |
| 61                                                                                 | Una città piena di Pagumon 「お好み焼きパニック！パグモンだらけの街」 - Okonomiyaki Panikku! Pagumon Darake no Machi – "Il panico delle Okonomiyaki! Una città piena di Pagumon" | 13 novembre 2011  | 2 novembre 2013  |
| 62                                                                                 | Caccia ai Digimon 「デジモンハント大繁盛！商店街の凄腕ハンター！」 - Dejimon Hanto Daihanjou! Shoutengai no Sugoude Hantā! – "La Digimon Hunt va a gonfie vele! L'intraprendente Hunter del distretto commerciale!" | 20 novembre 2011  | 2 novembre 2013  |
| 63                                                                                 | Il ritorno di Akari e Zenjiro 「狙われたタイキ！超セレブ・スターの雄たけび！」 - Warawareta Taiki! Chou Serebu-Sutā no Otakebi! – "Taiki preso di mira! Il grido di guerra della Super-Celebrità!" | 27 novembre 2011  | 3 novembre 2013  |
| 64                                                                                 | La determinazione di Nenè 「香港上陸！超美少女アイドルを守れ！！」 - Hong Kong Jouriku! Chou-Bishoujou Aidoru o Mamore!! – "Atterraggio ad Hong Kong! Proteggere la bellissima ragazza idol!!" | 4 dicembre 2011   | 3 novembre 2013  |
| 65                                                                                 | Grossi guai per Gumdramon 「タギルがふにゃふにゃ！？ガムドラモン大ピンチ！！」 - Tagiru ga Funyafunya!? Gamudoramon Dai Pinchi!! – "Tagiru si è rammollito!? Gumdramon in grossi guai!!" | 11 dicembre 2011  | 4 novembre 2013  |
| 66                                                                                 | Battaglia ai fornelli 「おいしい？まずい？デジモン・ラーメン勝負！」 - Oishī? Mazui? Dejimon Rāmen Shoubu! – "Delizioso? Disgustoso? La gara di ramen dei Digimon!" | 17 dicembre 2011  | 4 novembre 2013  |
| 67                                                                                 | Locomon e il giro del mondo 「子どもだけの世界旅行！夢のデジモントレイン」 - Kodomo dake no Sekairyokou! Yume no Dejimon Torein – "Un tour mondiale solo per i bambini! Il Digimon treno dei sogni" | 25 dicembre 2011  | 5 novembre 2013  |
| 68                                                                                 | Il grande raduno dei Cacciatori di Digimon 「ハンター大集合！南の島のデジモン争奪戦！」 - Hantā Daishūgou! Minami no Shima no Dejimon Soudatsusen! – "Un'eccezionale adunata di Hunter! La gara Digimon dell'Isola del Sud!" | 8 gennaio 2012    | 5 novembre 2013  |
| 69                                                                                 | Un nuovo compagno di classe 「友だち欲しい？フェレスモン悪魔の約束」 - Tomodachi Hoshī? Feresumon Akuma no Yakusoku – "Vuoi degli amici? Il patto col diavolo di Phelesmon" | 15 gennaio 2012   | 6 novembre 2013  |
| 70                                                                                 | Il fantasma della cabina telefonica 「ドキドキ恐怖体験！心霊ハンターが吠える！！」 - Dokidoki Kyoufu taiken! Shinrei Hantā ga Hoeru!! – "Spaventosa esperienza batticuore! L'Hunter di fantasmi ruggisce!!" | 22 gennaio 2012   | 6 novembre 2013  |
| 71                                                                                 | Il ladro dai mille travestimenti 「似てる？似てない？変装怪盗ベツモン」 - Niteru? Nitenai? Hensou Kaitou Betsumon – "È lui o non è lui? Il misterioso ladro trasformista Betsumon" | 29 gennaio 2012   | 7 novembre 2013  |
| 72                                                                                 | Ekakimon si diverte 「ＵＦＯ・恐竜大集合！夢のエカキモン」 - Yūfō Kyouryūdaishūgou! Yume no Ekakimon – "Assembramento di UFO e dinosauri! Ekakimon dei sogni" | 5 febbraio 2012   | 7 novembre 2013  |
| 73                                                                                 | Il tesoro sommerso 「海底大冒険！夢の財宝デジモンを探せ！」 - Kaitei Daibouken! Yume no Saihou Dejimon o Sagase! – "La grande avventura subacquea! Alla ricerca del tesoro Digimon dei sogni!" | 12 febbraio 2012  | 8 novembre 2013  |
| 74                                                                                 | L'avidità gioca brutti scherzi 「レアカードが消えた！無敵のルークチェスモン」 - Rea Kādo ga Kieta! Muteki no RūkuChesumon – "Le carte rare sono svanite! L'invincibile RookChessmon" | 19 febbraio 2012  | 8 novembre 2013  |
| 75                                                                                 | Digimonland, il parco dei divertimenti 「夢の遊園地、デジモンランド！」 - Yume no Yuenchi, Dejimon Rando! – "Il parco dei divertimenti dei sogni, Digimon Land!" | 26 febbraio 2012  | 9 novembre 2013  |
| 76                                                                                 | A caccia dello scarabeo dorato 「黄金昆虫！メタリフェクワガーモンの謎」 - Ōgonkonchū! MetarifeKuwagāmon no Nazo – "Un insetto dorato! Il mistero di MetallifeKuwagamon" | 4 marzo 2012      | 9 novembre 2013  |
| 77                                                                                 | Quartzmon e il destino del mondo 「今明かされる！デジモンハントの秘密！」 - Ima Akasareru! Dejimon Hanto no Himitsu! – "Ora è rivelato! Il segreto della Digimon Hunt!" | 11 marzo 2012     | 10 novembre 2013 |
| 78                                                                                 | Tutti insieme per l'ultima battaglia 「伝説のヒーロー大集結！デジモンオールスター決戦！！」 - Densetsu no Hīrō Daishūgou! Dejimon Ōrusutā Kessen!! – "Una grandiosa adunata di Eroi Leggendari! La resa dei conti dei celebri Digimon!!" | 18 marzo 2012     | 10 novembre 2013 |
| 79                                                                                 | Metticela tutta, Tagiru! 「燃え上がれタギル！栄光のデジモンハント！」 - Moeagare Tagiru! Eikou no Dejimon Hanto! – "Brucia Tagiru! Una gloriosa Digimon Hunt!" | 25 marzo 2012     | 11 novembre 2013 |

## Edizioni home video

### Giappone
La Bandai Visual distribuì un totale di diciannove DVD relativi a Digimon Xros Wars in Giappone tra il 22 aprile 2011 ed il 24 agosto 2012.
| Distribuzioni in DVD della Bandai Visual | Distribuzioni in DVD della Bandai Visual | Distribuzioni in DVD della Bandai Visual | Distribuzioni in DVD della Bandai Visual | Distribuzioni in DVD della Bandai Visual | Distribuzioni in DVD della Bandai Visual | Distribuzioni in DVD della Bandai Visual | Distribuzioni in DVD della Bandai Visual | Distribuzioni in DVD della Bandai Visual |
| Volume                                   | Data di uscita                           | Dischi                                   | Episodi                                  |                                          | Volume                                   | Data di uscita                           | Dischi                                   | Episodi                                  |
| ---------------------------------------- | ---------------------------------------- | ---------------------------------------- | ---------------------------------------- | ---------------------------------------- | ---------------------------------------- | ---------------------------------------- | ---------------------------------------- | ---------------------------------------- |
| 1                                        | 22 aprile 2011                           | 1                                        | 4                                        | 11                                       | 22 dicembre 2011                         | 1                                        | 4                                        |                                          |
| 2                                        | 22 aprile 2011                           | 1                                        | 4                                        | 12                                       | 27 gennaio 2012                          | 1                                        | 5                                        |                                          |
| 3                                        | 22 aprile 2011                           | 1                                        | 4                                        | 13                                       | 24 febbraio 2012                         | 1                                        | 5                                        |                                          |
| 4                                        | 27 maggio 2011                           | 1                                        | 4                                        | 14                                       | 23 marzo 2012                            | 1                                        | 4                                        |                                          |
| 5                                        | 24 giugno 2011                           | 1                                        | 4                                        | 15                                       | 20 aprile 2012                           | 1                                        | 4                                        |                                          |
| 6                                        | 22 luglio 2011                           | 1                                        | 4                                        | 16                                       | 25 maggio 2012                           | 1                                        | 4                                        |                                          |
| 7                                        | 26 agosto 2011                           | 1                                        | 4                                        | 17                                       | 22 giugno 2012                           | 1                                        | 4                                        |                                          |
| 8                                        | 22 settembre 2011                        | 1                                        | 4                                        | 18                                       | 27 luglio 2012                           | 1                                        | 4                                        |                                          |
| 9                                        | 26 ottobre 2011                          | 1                                        | 4                                        | 19                                       | 24 agosto 2012                           | 1                                        | 5                                        |                                          |
| 10                                       | 25 novembre 2011                         | 1                                        | 4                                        |                                          |                                          |                                          |                                          |                                          |